# 拉米兹·阿利雅
拉米兹·阿利雅（1925年10月18日—2011年10月7日），前阿尔巴尼亚劳动党第一书记，前阿尔巴尼亚总统。
阿利雅1943年4月加入阿尔巴尼亚共产党，1946年任阿尔巴尼亚共产主义青年联盟总书记，1955年任文化教育部部长。1958年任党中央宣传部长。1982年11月当选为人民议会主席团主席（国家元首），1985年4月13日当选为阿尔巴尼亚劳动党第一书记，成为阿尔巴尼亚社会主义人民共和国的最高领导人，兼任武装力量总司令和国防委员会主席。1991年4月30日当选阿尔巴尼亚共和国首任总统。1992年4月，由于阿尔巴尼亚社会党（1991年5月阿劳动党更名为社会党）在大选中失利，他辞去总统职务。

## 生平
阿利雅1925年10月18日出身于阿尔巴尼亚北部小镇斯库台的一个贫民家庭，他曾在首都地拉那的一家国立中学读书。
1941年11月阿利雅加入阿尔巴尼亚劳动青年联盟。1943年4月加入阿尔巴尼亚共产党（即后来的阿尔巴尼亚劳动党）。1943年8月，在阿尔巴尼亚第一次反法西斯青年代表大会上当选为阿尔巴尼亚反法西斯青年联盟书记，同时当选为阿尔巴尼亚共青团中央候补委员。在阿尔巴尼亚解放战争时期，他先后担任民族解放军第七旅政治部委员、第二师政治部委员、第五师政治部委员等职位。
在恩维尔·霍查执政时期，他是霍查的得力助手，同时也将霍查的个人崇拜推向高峰。他组织编撰的《我们的恩维尔》一书就是一个典型。
霍查去世后，1986年11月8日阿尔巴尼亚劳动党举行第九届第一次中央全会，拉米兹·阿利雅当选为劳动党的中央委员会第一书记，接替霍查成为最高领导人。他上台后有意放松霍查时期的管制，改善外交关系，尤其是对中華人民共和国的关系。1987年，阿尔巴尼亚提出 “实践是检验真理的唯一标准”，并从1988年开始进行政治经济改革试点，但改革井没有立即产生效果。经济困难加剧。1988年与朝鲜民主主义人民共和国和古巴一起抵制了在汉城举办的第24届夏季奥运会。1989年6月4日，北京发生六四事件，阿利雅表态支持中华人民共和国政府镇压暴动。
1990年7月2日，阿尔巴尼亚发生“使馆难民危机”，地拉那有5000多青年闯入一些外国驻阿使馆，要求立即出国。阿利雅面对国际及国内形势发展，选择与苏联共产党总书记戈尔巴乔夫类似的政治改革。1991年，阿利雅宣布阿尔巴尼亚国内实行多党制，1991年4月举行的阿尔巴尼亚人民议会第十二届会议上，阿利雅当选阿尔巴尼亚共和国首任总统。6月10日至13日，劳动党召开“十大”，并改组为社会党。
1992年4月，由于社会党在国会大选中失利，阿利雅辞去总统职务。9月，新一届政府以滥用职权、侵吞国家财产等罪名起诉阿利雅。1994年阿利雅被判9年有期徒刑，但1995年获释。1996年阿利雅再次因反人类罪被捕，但案件尚未审理国内发生暴动，阿利雅逃亡瑞典住在女儿家中。2000年以后，他才得以回到祖国。
2011年10月7日时任总统的巴米尔·托皮的官方网站以简讯发布拉米兹·阿利雅的死讯，并未提及其死因。